# Fort Herkimer
Koordinaten: 43° 1′ 6,6″ N, 74° 57′ 38,6″ W

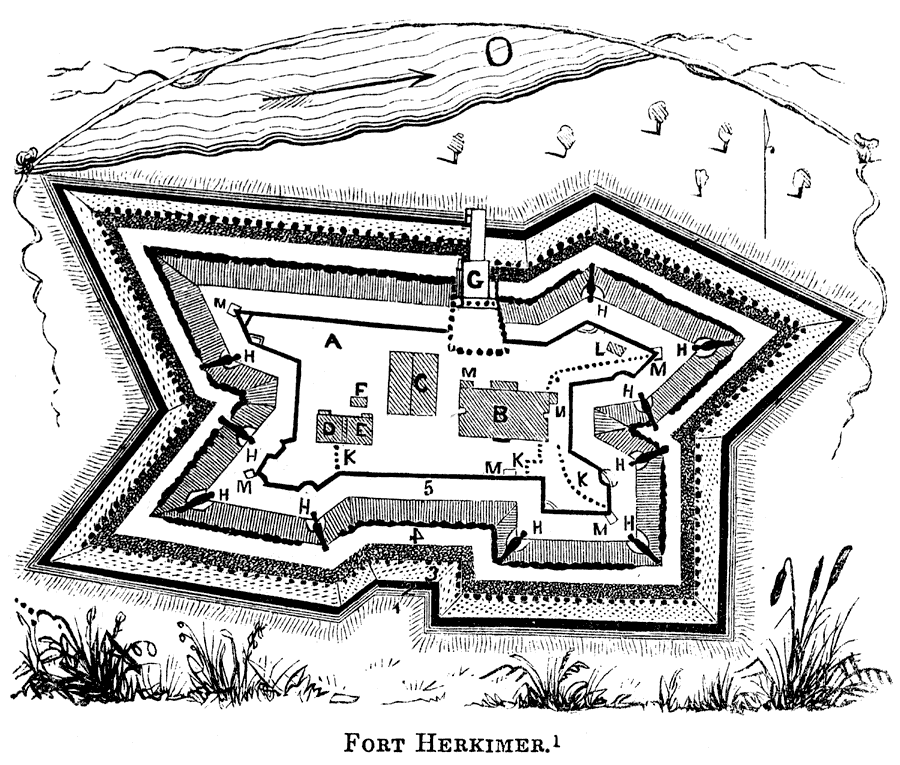
Plan des Fort Herkimer

Fort Herkimer, auch bekannt als Fort Kaouri war ein koloniales Fort an der Südseite des Mohawk River, gegenüber der Mündung seines Nebenflusses West Canada Creek im heutigen German Flatts, in Herkimer County, New York, USA.
Es sollte nicht mit Fort Dayton verwechselt werden, das sich an der Nordseite des Mohawk River im heutigen Herkimer, befand.

## Geschichte
Das Fort entstand 1740 aus der Befestigung des Familienhauses von Nicholas Herkimer. Der spätere Brigadegeneral der Staatsmiliz im Amerikanischen Unabhängigkeitskrieg wurde in diesem Haus geboren und verbrachte hier seine Kindheit. Sein Vater Hans-Jost Herchheimer errichtete dieses große Steinhaus im Jahre 1728.
Die Mohawk-Indianer nannten den Ort an dem sich Hans-Jost Herchheimer niederließ Kaouri oder Oquari, was auf Deutsch Bär bedeutete. Nach seiner Ansiedelung eröffnete er vermutlich einen kleinen Laden. Das angrenzende Gebiet, samt Steinhaus und Laden war zunächst unter dem Namen Herkimer's bekannt. Nach dem Jahr 1750 wurde das Areal vorerst Fort Kaouri genannt und bald darauf Fort Herkimer.
Das Steinhaus hatte zwei Stockwerke, war etwa 21 m lang und 12 m breit. Es hatte schätzungsweise 60 cm dicke Steinmauern und Schießscharten auf jeder Etage sowie im Erdgeschoss. Außerdem war das Haus ringsherum mit einer Schanze als auch einem zwei Meter breiten Graben befestigt. Darüber hinaus besaßen die vier Winkel der Schanze kleine Bastionen.
Durch den Ausbau des Eriekanals wurde dieses historische Gebäude um das Jahr 1820 abgetragen.